# Stade Avanhard (Loutsk)
Le Stade Avanhard (en ukrainien : Стадіон Авангард) est un stade multisports de Loutsk en Ukraine. C’est le stade du Volyn Loutsk. Il peut contenir 12 080 spectateurs et a été inauguré en 1960.